# Киси ла Шател
Киси ла Шател (фр. Cussy-le-Châtel) насеље је и општина у источном делу централне Француске у региону Бургоња, у департману Златна обала која припада префектури Бон.
По подацима из 2011. године у општини је живело 123 становника, а густина насељености је износила 17,01 становника/km². Општина се простире на површини од 7,23 km². Налази се на средњој надморској висини од 380 метара (максималној 459 m, а минималној 400 m).

## Демографија
| 1962. | 1968. | 1975. | 1982. | 1990. | 1999. | 2011. |
| ----- | ----- | ----- | ----- | ----- | ----- | ----- |
| 161   | 172   | 149   | 123   | 121   | 100   | 123   |

График промене броја становника у току последњих година